# كريغتون لوفليس
كريغتون لوفليس (بالإنجليزية: Creighton Lovelace)‏ هو مدرس أمريكي، ولد في 15 ديسمبر 1981 في شيلبي في الولايات المتحدة.